# Schimbare de cod
În sociolingvistică, sintagma schimbare de cod (en  code-switching) denumește trecerea de la o limbă la alta sau de la o varietate de limbă la alta în vorbirea unuia și aceluiași vorbitor, în cadrul uneia și aceleiași situații de comunicare.
Termenul „cod” este folosit în sociolingvistică pentru orice sistem de comunicare ce implică limba: limbă, varietate de limbă, adică dialect (varietate regională) sau sociolect (varietate socială), adică registru de limbă, limbaj de specialitate, argou, jargon etc..
Schimbarea de cod este prezentă în folosirea limbii de către persoanele bilingve sau multilingve, adică cunoscătoare și utilizatoare a două, respectiv mai mult de două limbi, precum și la persoanele diglosice, care cunosc și folosesc mai mult de o singură varietate a aceleiași limbi.

## Schimbarea de cod și alte fenomene datorate contactului lingvistic
Schimbarea de cod la bilingvi prezintă asemănări și deosebiri față de alte fenomene cauzate toate de contactul lingvistic dintre oameni și, prin intermediul lor, între limbi.
Însuși bilingvismul este un asemenea fenomen. El este mai rar simetric, când competența este egală în ambele limbi, decât asimetric, când limba maternă este dominantă. Din această cauză, la bilingvi există, într-o măsură mai mică sau mai mare, în funcție de gradul de simetrie a bilingvismului, interferență între limbile vorbite, adică vorbitorii introduc elemente din limba lor maternă, fac traduceri literale din aceasta (calcuri), aplică reguli ale acesteia când folosesc limba secundă. Sunt totuși și cazuri inverse, când limba secundă influențează prin asemenea fenomene folosirea limbii materne. Interferența este un fenomen individual ocazional, care se observă în perspectiva sincronică asupra limbilor.
În perspectivă diacronică, adică cea a istoriei limbilor, interferența poate avea ca rezultat împrumutul, care nu mai este ocazional, ci un fapt de limbă integrat în aceasta. Prin urmare, în cazul vorbitorilor monolingvi, folosirea inconștientă sau conștientă de elemente străine integrate în limbă nu este schimbare de cod, ci utilizare de împrumuturi, în care se includ și calcurile integrate.
Unii lingviști diferențiază împrumuturile în sensul de mai sus de împrumuturile mai apropiate de elementele străine folosite nu numai individual, ci cunoscute de practic întreaga comunitate lingvistică, de exemplu sinonime ale unor elemente autohtone integrate ca formă, dar totuși ocazionale, ceea ce le deosebește și pe acestea de elementele folosite în schimbarea de cod, care nu sunt integrate în niciun fel. Exemple de acest gen sunt bāi-bāi (en  by-by) în loc de zài-jiàn „la revedere” în limba chineză sau thainkyū (en  thank you) în loc de dhyanavad „mulțumesc” în limba hindi.
Unii sociolingviști folosesc ca sinonime termenii „schimbare de cod” și „amestec de coduri” (en  code-mixing), dar alții le deosebesc. După aceștia, amestecul de coduri, practicat tot de unii bilingvi, constă în folosirea a două limbi astfel, încât elementele lor creează o unitate nu numai din punct de vedere semantic, ci și sintactic și prozodic, deși fonetismul fiecăreia este în mare parte păstrat. Un ascultător neparticipant la conversație nu poate stabili care limbă o aude la un moment dat. Amestecul de coduri în conversație nu este pur și simplu amestecarea a două limbi din lene, din neștiință sau dintr-o combinație a acestora, ci o strategie de comunicare cu norme care prescriu în ce mod se folosesc cele două limbi. Cunoașterea și aplicarea acestor norme dovedește apartenența vorbitorilor la o comunitate și solidaritatea în cadrul acesteia. Unele amestecuri de limbi au primit denumiri formate prin telescoparea numelor limbilor respective, ex. fr  franglais (< français „franceză” + anglais „engleză”), fragnol (français + espagnol „spaniolă”), en  Spanglish (< Spanish „spaniolă” + English „engleză”). Unii monolingvi și lingviști normativi adepți ai cultivării varietății standard a limbii dau acestor denumiri un sens peiorativ, criticând amestecul de coduri.

## Schimbarea de cod la bilingvi
În cazul schimbării de cod există o limbă bază (numită și receptoare sau matrice), care dă structura gramaticală a enunțului considerat, și o limbă receptată, cea din care se introduc entități (cuvinte, sintagme, propoziții, fraze) în limba bază. Ponderea elementelor dintr-una din limbi față de a celor din cealaltă poate fi diferită în cadrul unei propoziții, fraze sau al unui dialog. Exemple:
- propoziție în care limba bază (turca) este predominantă față de cea receptată (norvegiana, reprezentată de un singur cuvânt): Adamlar yeri vaske yapıyor „Oamenii spală (literal a spăla) pardoseala”;
- frază în care limba bază (swahili) este predominantă față de limba receptată (engleza, reprezentată de un cuvânt și o sintagmă): Lakini niko sure ukienda after two days utaipata Uchimi Supermarket kwa wingi „Dar sunt sigur(ă) că dacă mergi peste două zile, ai să găsești la supermarketul Uchimi din belșug”;
- frază în care ambele limbi (germana și engleza) sunt egal reprezentate prin câte o propoziție: Papa, wenn du das Licht ausmachst, then I'll be so lonely „Tati, dacă stingi lumina, o să fiu așa de singur(ă)”.

### Motivația schimbării de cod
Schimbarea de cod este privită ca o strategie de comunicare. Dubois 2002 deosebește schimbarea de competență (fr  alternance de compétence), în cazul bilingvismului simetric, de cea de incompetență (fr  alternance d’incompétence), în cazul celui asimetric. În primul caz, vorbitorul ține să arate că este capabil să folosească ambele coduri. În al doilea caz, schimbarea de cod este un mijloc de a compensa competența limitată în folosirea uneia dintre limbi.
Cercetătorii au căutat să detalieze motivația schimbării de cod. Unele motive sunt lingvistice. Poate fi vorba de lipsa unui termen în limba bază, pe care vorbitorul caută să o suplinească cu unul din limba receptată.
Motivația poate fi și pragmatică, atunci când vorbitorul înlocuiește un element existent în limba bază cu unul din limba receptată, pentru că cel din urmă i se pare mai convingător.
Sociolingviștii au relevat motivația emblematică a schimbării de cod. Prin aceasta vorbitorii caută să-și arate apartenența la un grup care stăpânește două limbi, și solidaritatea cu acest grup, deci exprimă o anumită identitate socială, culturală și/sau politică mixtă. Schimbarea de cod exprimă, de asemenea, apartenența nu numai la comunitatea lingvistică a limbii bază, ci și la cea a limbii receptate, dacă aceasta are un prestigiu social, cultural și/sau politic superior.
Alte motive mai pot fi:
- exprimarea unui statut social superior: de persoană oficială, de expert într-un anumit domeniu sau de persoană cultă;
- personalizarea mesajului emis (exprimarea prezenței vorbitorului);
- exprimarea furiei, a ciudei prin înjurătură;
- excluderea cuiva din grupul prezent;
- adresarea către o persoană din grup, identificând-o;
- opunerea unei atitudini personale cu una general adoptată;
- citarea spuselor cuiva;
- explicarea a ceva exprimat mai întâi în celălalt cod;
- traducerea a ceva exprimat mai întâi în celălalt cod.

## Schimbarea de cod la diglosici
Schimbarea de cod în diglosie prezintă asemănări și deosebiri față de cea din bilingvism. Nu este totuna, de pildă, ce registru de limbă se folosește cu un anumit tip de destinatari și într-un anumit tip de împrejurare. În familie, între prieteni, între colegi de lucru fără diferențe de nivel ierarhic etc., este cel mai probabil că se folosește registrul familiar sau chiar cel popular. În medii socio-culturale elevate, în comunicările foarte politicoase, în discursuri este normal registrul elevat. Între persoane care nu se cunosc, în contacte din viața cotidiană (cumpărături, contacte cu administrația, relații profesionale etc.) sau între persoane care se cunosc, dar nu sunt apropiate una de alta, situate sau nu pe același nivel ierarhic, se alege mai degrabă registrul curent. Fiecare registru se caracterizează prin anumite trăsături, mai ales lexicale, dar și fonetice, precum și prin unele gramaticale. Folosirea registrelor de limbă în mod adecvat situațiilor de comunicare este o cerință socială. Folosirea lor nepotrivită reprezintă o încălcare a normelor de comportare. O astfel de folosire se referă atât la alegerea varietății, cât și la schimbarea de cod, de exemplu la introducerea într-un enunț care trebuie să fie în registrul curent, a unui cuvânt familiar ca a se curăța în loc de a muri.
Totuși, schimbarea de cod nu este totdeauna o abatere. Vorbitorii care cunosc, pe lângă o varietate sau varietăți fără prestigiu social (ex. dialect, registrul de limbă familiar), și o varietate cu prestigiu (varietatea standard, registrul de limbă curent, eventual cel elevat), sunt capabili de alternarea lor, adică să folosească una sau alta nu numai pentru a se conforma unor situații de comunicare diferite, ci și să introducă elemente din una sau alta în cadrul anumitor situații.
Schimbarea de cod poate fi situațională. Aceasta se bazează pe existența unor relații precis determinate între anumite varietăți ale limbii și anumite caracteristici ale situației de comunicare. Bunăoară într-o situație care implică un medic, un pacient și o asistentă medicală, este normal ca în vorbirea medicului să aibă loc schimbări de cod între limbajul curent folosit cu pacientul și limbajul de specialitate folosit cu asistenta.
Schimbarea de cod poate fi și metaforică. Este folosită pentru a nuanța exprimarea, de exemplu pentru a exprima într-un moment seriozitate, iar în altul umor sau ironie. Necesită situații de comunicare ce implică cunoașterea codurilor respective de către participanți și acceptarea schimbării de cod, altfel aceasta este înțeleasă greșit.